# Hârsești
Hârsești là một xã thuộc hạt Argeș, România. Dân số thời điểm năm 2011 là 2 480 người. Hârsești gồm 3 ngôi làng: Ciobani, Hârsești và Martalogi.

## Vị trí
Xã được định vị tại rìa phía Tây Nam của hạt, gần biên giới với hạt Olt, trên bờ sông Cotmeana.

## Nhân khẩu học
Thành phần dân tộc của Hârsești
Thành phần tôn giáo của Hârsești
Theo cuộc điều tra dân số năm 2011, dân số của xã Hârseşti là 2480 người, giảm từ con số 2874 người vào năm 2002. Hầu hết dân số của xã (94.44%) là người Romani và một phần nhỏ (1.85%) là người Di-gan và có 3.63% dân số không rõ dân tộc. Về mặt tôn giáo, có tới 94.56% dân số là Chính thống giáo và một phần nhỏ theo phong trào Ngũ Tuần. 3.63% dân số không biết rõ tôn giáo.